# Autostrada A93 (Niemcy)
Autostrada A93 (niem. Bundesautobahn 93 (BAB 93) także Autobahn 93 (A93)) – autostrada w Niemczech biegnąca na osi północ-południe. Cała autostrada ma 276 km. Stanowi alternatywę dla autostrady A9.
W 2001 roku zakończono budowę ostatniego północnego odcinka do skrzyżowania Dreieck Hochfranken z autostradą A72.  Autostrada rozpoczyna swój przebieg w Hof. Dalej przecina Ratyzbonę i za pośrednictwem autostrady A9 Monachium. Fragment ten zwany jest również Ostbayernautobahn. Autostrada rozpoczyna ponownie swój bieg na skrzyżowaniu z A8 koło Rosenheimu skąd kieruje się na południe, do granicy z Austrią. Ten fragment zwany jest Inntalautobahn.